# Домашцына, Рожа
Ро́жа До́машцына (в.-луж. Róža Domašcyna, 11 августа 1952 года, Серняны, Верхняя Лужица, Германия) — поэтесса. Лауреат премии имени Якуба Чишинского. Лауреат премии Анны Зегерс (1998).

## Биография
Родилась 11 августа 1951 года в лужицкой деревне Серняны (Церна). С 1968 года по 1972 года работала в редакции лужицкого детского журнала «Płomjo» и ежедневной газете «Nowa Doba» (сегодня — «Serbske Nowiny»). С 1970 года стала публиковать свои стихотворения в лужицкой периодической печати. С 1979 года обучалась в Бергбау. С 1984 года работала секретарём и делопроизводителем в селе Горникецы (Кнаппенроде). С 1985 года по 1989 год обучалась в Лейпцигском литературном институте. С 1990 года является свободным писателем.
В 1994 году была удостоена за свои произведения литературной премии города Фельбах и в 1995 году — литературной премии имени Якуба Чишинского (поощрительной премии).

## Сочинения
Пишет на верхнелужицком языке.
- «Wróćo ja doprědka du», 1990;
- «Pře wšě płoty», 1994;
- «Pobate bobate», 1999;
- «My na AGRA», 2004;
- «Prjedy hač woteńdźeš», 2011.